# 836-й отдельный разведывательный артиллерийский дивизион
836-й отдельный армейский разведывательный артиллерийский дивизион — формирование артиллерии (воинская часть, отдельный дивизион) РККА вооружённых сил СССР, в Великой Отечественной войне.

## История
Сформирован на основании Постановления ГКО СССР № 1525/ сс от 2 апреля 1942 года  в мае 1942 года в составе 14-й армии.
В действующей армии с 25.05.1942 по 09.05.1945.
С момента поступления в действующую армию обеспечивал все виды артиллерийской разведки и корректировку огня для нужд артиллерии 14-й армии.
В октябре 1944 обеспечивал артиллерийскую разведку в ходе Петсамо-Киркенесской наступательной операции.
После окончания боевых действий в Заполярье в боях участия не принимал.

## Состав
до октября 1943 года
- Штаб
- Хозяйственная часть
- батарея звуковой разведки (БЗР)
- батарея топогеодезической разведки (БТР)
- взвод оптической разведки (ВЗОР)
- фотограмметрический взвод (ФГВ)
- артиллерийский метеорологический взвод (АМВ)(с января 1943 года передан в состав штабной батареи УКАРТ армии)
- хозяйственный взвод

с октября 1943 года
- Штаб
- Хозяйственная часть
- 1-я батарея звуковой разведки (1-я БЗР)
- 2-я батарея звуковой разведки (2-я БЗР)
- батарея топогеодезической разведки (БТР)
- взвод оптической разведки (ВЗОР)
- фотограмметрический взвод (ФГВ)
- хозяйственный взвод

## Полное наименование
- 836-й отдельный армейский разведывательный артиллерийский ордена Александра Невского дивизион

### Подчинение
| Дата            | Фронт            | Армия                | Дивизия | Бригада | Полк | Примечания |
| --------------- | ---------------- | -------------------- | ------- | ------- | ---- | ---------- |
| 01.06.1942 года | Карельский фронт | 14-я армия           | -       | -       | -    | -          |
| 01.07.1942 года | Карельский фронт | 14-я армия           | -       | -       | -    | -          |
| 01.08.1942 года | Карельский фронт | 14-я армия           | -       | -       | -    | -          |
| 01.09.1942 года | Карельский фронт | 14-я армия           | -       | -       | -    | -          |
| 01.10.1942 года | Карельский фронт | 14-я армия           | -       | -       | -    | -          |
| 01.11.1942 года | Карельский фронт | 14-я армия           | -       | -       | -    | -          |
| 01.12.1942 года | Карельский фронт | 14-я армия           | -       | -       | -    | -          |
| 01.01.1943 года | Карельский фронт | 14-я армия           | -       | -       | -    | -          |
| 01.02.1943 года | Карельский фронт | 14-я армия           | -       | -       | -    | -          |
| 01.03.1943 года | Карельский фронт | 14-я армия           | -       | -       | -    | -          |
| 01.04.1943 года | Карельский фронт | 14-я армия           | -       | -       | -    | -          |
| 01.05.1943 года | Карельский фронт | 14-я армия           | -       | -       | -    | -          |
| 01.06.1943 года | Карельский фронт | 14-я армия           | -       | -       | -    | -          |
| 01.07.1943 года | Карельский фронт | 14-я армия           | -       | -       | -    | -          |
| 01.08.1943 года | Карельский фронт | 14-я армия           | -       | -       | -    | -          |
| 01.09.1943 года | Карельский фронт | 14-я армия           | -       | -       | -    | -          |
| 01.10.1943 года | Карельский фронт | 14-я армия           | -       | -       | -    | -          |
| 01.11.1943 года | Карельский фронт | 14-я армия           | -       | -       | -    | -          |
| 01.12.1943 года | Карельский фронт | 14-я армия           | -       | -       | -    | -          |
| 01.01.1944 года | Карельский фронт | 14-я армия           | -       | -       | -    | -          |
| 01.02.1944 года | Карельский фронт | 14-я армия           | -       | -       | -    | -          |
| 01.03.1944 года | Карельский фронт | 14-я армия           | -       | -       | -    | -          |
| 01.04.1944 года | Карельский фронт | 14-я армия           | -       | -       | -    | -          |
| 01.05.1944 года | Карельский фронт | 14-я армия           | -       | -       | -    | -          |
| 01.06.1944 года | Карельский фронт | 14-я армия           | -       | -       | -    | -          |
| 01.07.1944 года | Карельский фронт | 14-я армия           | -       | -       | -    | -          |
| 01.08.1944 года | Карельский фронт | 14-я армия           | -       | -       | -    | -          |
| 01.09.1944 года | Карельский фронт | 14-я армия           | -       | -       | -    | -          |
| 01.10.1944 года | Карельский фронт | 14-я армия           | -       | -       | -    | -          |
| 01.11.1944 года | Карельский фронт | 14-я армия           | -       | -       | -    | -          |
| 01.12.1944 года | -                | 14-я отдельная армия | -       | -       | -    | -          |
| 01.01.1945 года | -                | 14-я отдельная армия | -       | -       | -    | -          |
| 01.02.1945 года | -                | 14-я отдельная армия | -       | -       | -    | -          |
| 01.03.1945 года | -                | 14-я отдельная армия | -       | -       | -    | -          |
| 01.04.1945 года | -                | 14-я отдельная армия | -       | -       | -    | -          |
| 01.05.1945 года | -                | 14-я отдельная армия | -       | -       | -    | -          |

## Командование дивизиона
Командир дивизиона
- майор Уманский  Павел Владимирович (до февраля 1943г.)
- майор Едемский Михаил Иванович

Начальник штаба дивизиона
- майор Едемский Михаил Иванович (до февраля 1943г.)
- капитан Волович Василий Константинович

Заместитель командира дивизиона по политической части
- майор Михайлов Анатолий Александрович
- майор Бутусов Александр Иванович

Помощник начальника штаба дивизиона
- капитан Узембло Владимир Валерианович
- ст. лейтенант Галкин Владимир Алексеевич
- ст. лейтенант Шутин Георгий Васильевич

Помощник командира дивизиона по снабжению
- капитан Малафеевский Михаил Александрович

## Командиры подразделений дивизиона
Командир  БЗР(до октября 1943 года)
- капитан Гельман Евгений Александрович

Командир 1-й БЗР
- капитан Гельман Евгений Александрович

Командир 2-й БЗР
- ст. лейтенант, капитан Галкин Владимир Алексеевич

Командир БТР
- капитан Волович Василий Константинович
- капитан Вальков Пётр Андреевич
- капитан Завьялов Иван Григорьевич

Командир ВЗОР
- лейтенант Торшин Николай Михайлович

Командир ФГВ
- ст. лейтенант Шляхов Константин Иванович

## Награды и наименования
| Награды и наименования    | дата         | за что получена |
| ------------------------- | ------------ | --- |
| Орден Александра Невского | 6.12.1944 г. | награжден указом Президиума Верховного Совета СССР за образцовое выполнение заданий командования в боях с немецкими захватчиками за овладение городом Петсамо(Печенга) и проявленные при этом доблесть и мужество. |